# Тхор Василь Іванович
Василь Іванович Тхор (14 січня 1940, село Конюшки, нині Квітневе Дубенського району Рівненської області) — український історик, краєзнавець. Кандидат історичних наук (1977). Доцент (1982).

## Біографія
1963 року закінчив історико-філологічний факультет Луцького педагогічного інституту (нині Волинський національний університет імені Лесі Українки).
Асистент, старший викладач, доцент Рівненського педагогічного інституту (нині Рівненський державний гуманітарний університет).
Кандидатська дисертація «Адміністративно-політичний устрій міст України під владою шляхетської Польщі (друга половина XVII — XVIII століття)».

## Праці
Співавтор навчальних посібників для школярів з історії Рівненщини (1997, 2001):
- Тхор В. І., Сніцаревич В. М. Наш край в історії України: Навчальний посібник для учнів 6—11 класів загальноосвітніх шкіл і нових типів закладів освіти Рівненської області. — Рівне, 1997. — 119 с.
- Тхор В. І., Сніцаревич В. М., Проток В. К. Історія нашого краю: Навчальний посібник для учнів 7—11 класів загальноосвітніх шкіл і нових типів закладів освіти Рівненської області. — Рівне, 2001. — 152 с.